# Vindicación de los derechos de la mujer
La obra de  Mary Wollstonecraft, Vindicación de los derechos de la mujer (1792), cuyo título original en inglés es "A Vindication of the Rights of Woman: with Strictures on Political and Moral Subjects", es una de las primeras obras de la literatura y filosofía feministas. En ella, Wollstonecraft rebate la postura sostenida por los teóricos políticos y educacionales del siglo XVIII de que las mujeres no debían tener acceso a la educación. Wollstonecraft argumenta que las mujeres deberían recibir una educación acorde a su posición en la sociedad ya que, según la escritora, son esenciales para la nación porque son ellas las que educan a los hijos y porque podrían ser consideradas no solamente meras esposas, sino pares de sus maridos. En lugar de verlas como simples elementos decorativos en la sociedad, o bienes con los que comerciar a la hora de acordar un matrimonio, Wollstonecraft mantiene que las mujeres son seres humanos que merecen los mismos derechos fundamentales que los hombres. 
Wollstonecraft se decidió a escribir Los derechos de la mujer tras leer el informe de 1791 de Charles Maurice de Talleyrand-Périgord para la Asamblea Nacional Constituyente de Francia que sostenía que las mujeres solamente debían recibir educación relacionada con el ámbito doméstico. Partiendo de la crítica a este postulado, la autora desarrolla un ataque más amplio contra los dobles estándares sexuales y acusa a los hombres de promover que las mujeres incurran en una emotividad excesiva. Los derechos de la mujer fue escrito apresuradamente como respuesta directa a los eventos que estaban teniendo lugar. Wollstonecraft tenía la intención de escribir un segundo volumen más meditado, pero murió antes de poder completarlo.
Si bien la autora reclama igualdad entre los sexos en áreas específicas de la vida, tales como la moralidad, en ningún momento llega a afirmar explícitamente que hombres y mujeres sean iguales. Esta postura ambigua con respecto a la igualdad de sexos ha hecho que sea difícil clasificar a Wollstonecraft como una feminista, especialmente teniendo en cuenta que ni la palabra ni el concepto existían cuando ella escribió su obra. La creencia general de que Los derechos de la mujer fue acogido desfavorablemente es un malentendido moderno, fruto de la presunción de que Wollstonecraft fue tan vilipendiada durante su vida como lo llegó a ser después de la publicación de Memorias de la autora de Vindicación de los derechos de la mujer, escrito en 1798 por William Godwin, su marido. En realidad, "Los derechos de la mujer" fue bien acogido cuando fue publicado por primera vez en 1792. Un biógrafo coetáneo, por ejemplo, se refirió a él como "probablemente el libro más original del siglo".

## Contexto histórico

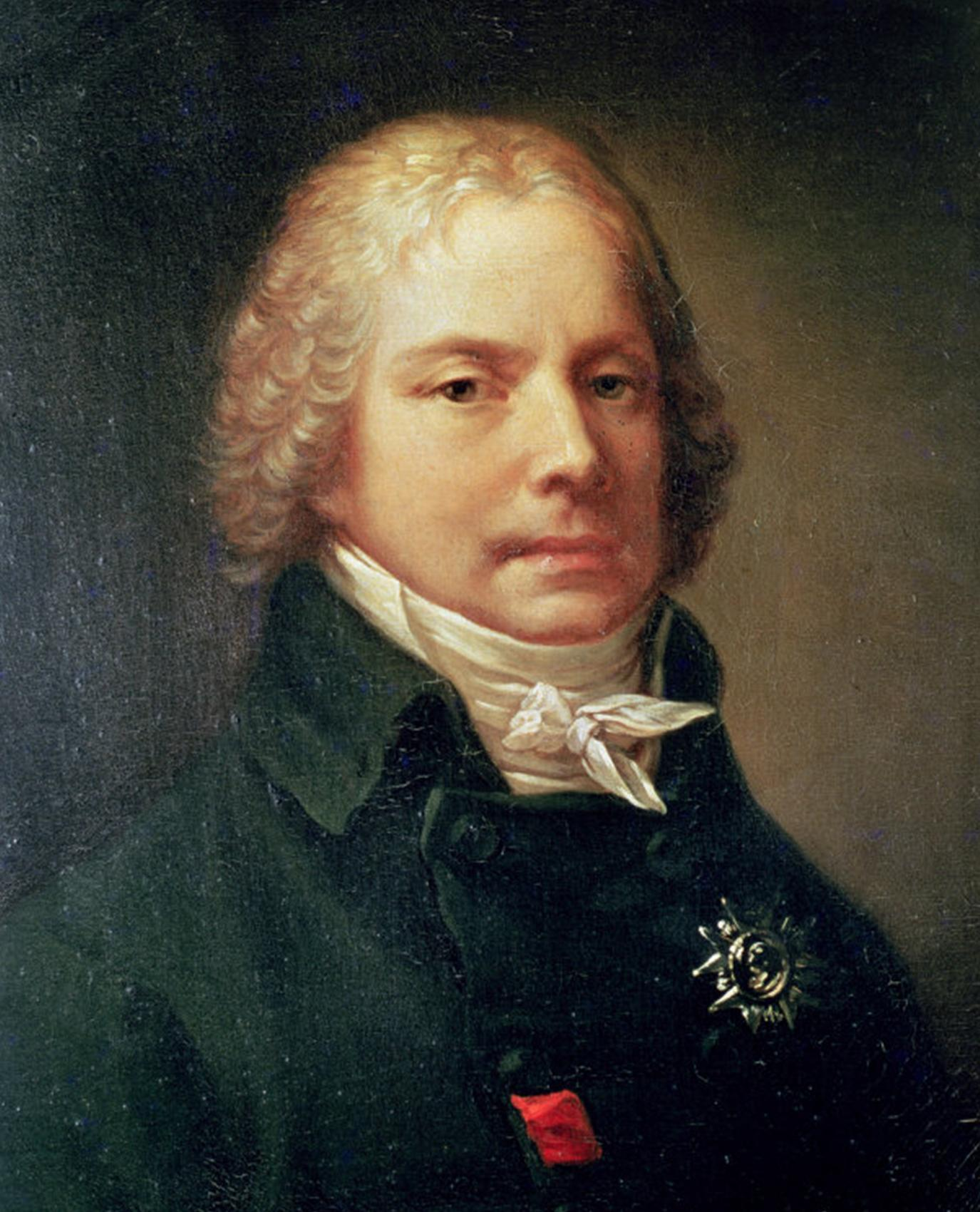
Talleyrand, de Pierre-Paul Prud'hon

Vindicación de los derechos de la mujer fue escrito en el turbulento contexto de la Revolución francesa y de los debates que esta suscitaba en Gran Bretaña. La crítica política británica abordaba, en una agitada y en ocasiones feroz guerra de panfletos (hoy conocida como Revolution Controversy), temas que abarcaban desde el gobierno representativo, hasta los derechos humanos o la separación de iglesia y estado, muchos de los cuales habían surgido en Francia con anterioridad. Wollstonecraft participó en esta refriega por primera vez en 1790 con Vindicación de los derechos del hombre, una respuesta a Reflexiones sobre la Revolución francesa (1790) de Edmund Burke. En sus Reflexiones, Burke criticaba la postura de los numerosos pensadores y escritores británicos que habían dado una calurosa bienvenida a las primeras etapas de la Revolución francesa. Mientras que para ellos la Revolución francesa tenía su homólogo en su propia Revolución gloriosa de 1688 que había limitado el poder de la monarquía, Burke argumentaba que la analogía histórica apropiada era en realidad la guerra civil inglesa (1642–1651), uno de cuyos resultados fue la ejecución del rey Carlos I en 1649. Para él, la Revolución francesa representaba un golpe de Estado violento contra el legítimo gobierno. En Reflexiones sostiene que los ciudadanos no tienen el derecho de rebelarse contra su gobierno, ya que la civilización es el resultado del consenso social y político y sus tradiciones no pueden ser constantemente cuestionadas. De otro modo, el resultado sería la anarquía. Uno de los argumentos clave en Los derechos del hombre de Wollstonecraft, publicado solamente seis semanas después que las Reflexiones de Burke, es que los derechos no pueden basarse en la tradición. Los derechos, según la autora, se deberían otorgarse porque sean justos y sensatos, independientemente de si responden a la tradición o no.
La presentación de Charles Maurice de Talleyrand-Périgord de su Rapport sur l'instruction publique ("Informe sobre la educación pública", 1791) a la Asamblea Nacional Constituyente en Francia, provocó la respuesta de Wollstonecraft. En sus recomendaciones para un sistema nacional de educación, Talleyrand escribía:

Eduquemos a las mujeres, no para aspirar a las ventajas que la Constitución les niega, sino para conocer y apreciar aquéllas que les garantiza. . . . Los hombres están destinados a vivir en el escenario del mundo. Una educación pública es apropiada para ellos: pronto les pone frente a los ojos todas las escenas posibles de la vida, sólo las proporciones cambian. El hogar paterno es mejor para la educación de las mujeres: tienen menos necesidad de aprender a manejar los intereses de los otros que de acostumbrarse ellas mismas a una vida tranquila y apartada.

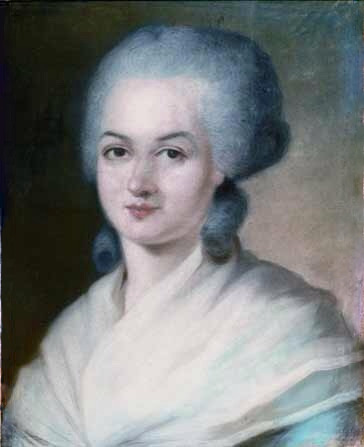
Olympe de Gouges

Wollstonecraft dedicó Los derechos de la mujer a Talleyrand: "Tras haber leído con gran placer un panfleto que usted ha publicado recientemente, le dedico este volumen para invitarlo a reconsiderar la materia y sopesar con madurez mi propuesta respecto a los derechos de la mujer y a la educación pública." A finales de 1791, la feminista francesa Olympe de Gouges había publicado su Declaración de los derechos de la mujer y de la ciudadana, y el asunto de los derechos de la mujer se convirtió en el centro de los debates políticos tanto en Francia como en Gran Bretaña. En Los derechos de la mujer, Wollstonecraft extiende los argumentos expuestos en Los derechos del hombre. En Los derechos del hombre, tal y como el título sugiere, la escritora se ocupa de los derechos de un grupo determinado de hombres (hombres británicos del siglo XVIII) mientras que en Los derechos de la mujer, su interés se concentra en los derechos de la mujer como categoría abstracta. Sus argumentos no solamente conciernen a la mujer británica del siglo XVIII. El primer capítulo de Los derechos de la mujer trata el tema de los derechos naturales y plantea la pregunta de quién tiene esos derechos inalienables y sobre la base de qué. La respuesta que Wollstonecraft ofrece es que, en tanto que los derechos naturales son concedidos por Dios, que un segmento de la sociedad se los niegue a otro constituye un pecado. De este modo, Los derechos de la mujer no solamente analiza sucesos concretos de Francia o de Gran Bretaña, sino temas más amplios que estaban siendo planteados por filósofos políticos contemporáneos, como John Locke y Jean-Jacques Rousseau.

## Temas
Wollstonecraft no empleó en sus propios trabajos la argumentación formal o la prosa de estilo regido por la lógica, común en la escritura filosófica del siglo XVIII. Los derechos de la mujer es un ensayo extenso que introduce en los primeros capítulos todos los temas principales para luego volver sistemáticamente a ellos, cada vez desde un punto de vista diferente. La obra adopta, además, un tono híbrido que combina el argumento racionalista con la retórica apasionada del sentimentalismo.
En el siglo XVIII, el sentimentalismo como fenómeno físico acabaría por quedar intrínsecamente ligado a una serie de creencias morales. Los doctores y anatomistas creían que cuanto más sensitivos fueran los nervios de una persona, más se vería emocionalmente afectada por su entorno. Dado que se consideraba que las mujeres tenían nervios más finos que los hombres, también se creía que eran más emotivas. Además, el exceso de emotividad asociado a la sensibilidad, teóricamente daba lugar a una ética de la compasión según la cual aquellos con sensibilidad podían empatizar fácilmente con las personas que sufren. Los historiadores, por su parte, legitimaron el discurso de la sensibilidad y el sentimentalismo y a quienes lo promovían con los crecientes esfuerzos humanitarios, como el movimiento para abolir el tráfico de esclavos . Pero demasiada sensibilidad podía tener también un efecto paralizante: como el investigador G. J. Barker-Benfield explica, "un refinamiento innato de los nervios se asociaba también con mayor sufrimiento, debilidad y susceptibilidad al trastorno".
Cuando Wollstonecraft escribía Los derechos de la mujer, la sensibilidad ya había sido sujeto de continuado ataque durante algunos años. La sensibilidad, que en un principio parecía prometer una reunión solidaria entre individuos, era ahora considerada "profundamente separatista". Las novelas, dramas y poemas que se valían del lenguaje de la sensibilidad reivindicaban los derechos individuales, la libertad sexual y unas relaciones familiares poco convencionales que se basaban exclusivamente en los sentimientos Además, como Janet Todd, otra especialista en la sensibilidad en la Inglaterra del siglo XVIII, sostiene "para muchos en Gran Bretaña el culto a la sensibilidad parecía haber provocado la feminización de la nación, haber dado una importancia inmerecida a la mujer, y haber castrado al hombre."

### Educación racionalista
Una de las tesis principales de Wollstonecraft en Los derechos de la mujer es que las mujeres debían ser educadas en la razón para darles la oportunidad de contribuir a la sociedad. En el siglo XVIII, tanto los filósofos educacionales como los escritores de libros de conducta, que podrían considerarse obras precursoras del libro de autoayuda, partían de la base de que las mujeres estaban incapacitadas para el pensamiento racional o abstracto. Las mujeres eran, según la creencia, demasiado susceptibles al sentimentalismo y demasiado frágiles para poder pensar con claridad. Wollstonecraft, así como otras reformistas como Catharine Macaulay y Hester Chapone, defendían por el contrario que las mujeres eran capaces de pensar racionalmente y que merecían recibir una educación. La autora presenta este argumento en su propio manual de conducta, Reflexiones sobre la educación de las hijas (1787), en su libro infantil, Relatos originales de la vida real (1788) y en Los derechos de la mujer.
"Mi argumento principal se basa en este simple principio: que si no se prepara a la mujer mediante la educación para que se convierta en la compañera del hombre, frenará el progreso del conocimiento y de la virtud, pues la verdad debe ser compartida por todos", afirma la autora en su introducción. Wollstonecraft sostiene que la sociedad degenerará si no se educa a las mujeres, más aún cuando las madres son las principales educadoras de los hijos. La autora atribuye el problema de la ignorancia femenina a los hombres y a un  "sistema de educación falaz, fruto de los libros sobre este particular escritos por hombres que antes las consideran mujeres que seres humanos". Las mujeres están dotadas para el raciocinio. Parece lo contrario solamente porque los hombres se han negado a educarlas y fomentado su frivolidad (Wollstonecraft llega a referirse a las mujeres superficiales como "spaniels", perros dóciles,  y  "juguetes"). Sin embargo, aunque destaca que tanto hombres como mujeres son seres humanos por igual, la autora contempla la posibilidad de que las mujeres podrían no ser capaces de alcanzar el mismo grado de conocimiento que los hombres.
Wollstonecraft ataca a escritores de libros de conducta como James Fordyce y John Gregory, así como a filósofos educacionales como Jean-Jacques Rousseau que afirman que la mujer no necesita una educación racionalista (como es bien sabido, Rousseau sostenía en Emilio (1762) que las mujeres debían ser instruidas para satisfacer a los hombres). Wollstonecraft, enfurecida, no solamente arremete contra el argumento, sino contra el propio Rosseau.Con el propósito de ilustrar las limitaciones que la teoría educacional contemporánea imponía a las mujeres, Wollstonecraft escribe: "como a las mujeres se les inculca desde la infancia la idea de que la belleza es su cetro, la mente queda sometida al cuerpo, y, contenida en una jaula de oro, sólo parece servir para adornar su prisión", de lo que se deduce que, sin esa ideología nociva que anima a las mujeres a concentrar su atención en la belleza y en las virtudes superficiales, podrían conseguir mucho más. Las esposas podrían ser compañeras racionales de sus maridos e incluso dedicarse a carreras de su elección: "las mujeres podrían, sin lugar a dudas, estudiar medicina y ser doctoras, así como enfermeras. Y comadronas: el decoro parece destinarles a ello . . . También podrían estudiar política . . . Las mujeres podrían, del mismo modo, dedicarse a las empresas más variadas."
Para Wollstonecraft, "la educación más perfecta" es "fruto de la comprensión de que la mejor manera de diseñarla es atendiendo al fortalecimiento del cuerpo y la formación del espíritu. O, en otras palabras, dar al individuo la posibilidad de adoptar unas costumbres en la virtud que le proporcionarán la independencia." Además de los argumentos filosóficos más generales, Wollstonecraft expone un plan específico para la educación nacional como contrapartida al de Talleyrand. En el capítulo 12, "Sobre la educación nacional", propone que los niños sean enviados a la escuela durante la jornada escolar y que también reciban parte de su educación en casa "para inspirarles el amor al hogar y a los placeres domésticos", y que esas escuelas sean gratuitas para los niños "de los cinco a los nueve años de edad". La autora también mantiene que esa escolarización debería ser mixta, arguyendo que hombres y mujeres, cuyos matrimonios son "los cimientos de la sociedad", deberían ser "educados acorde al mismo modelo".

### Feminismo

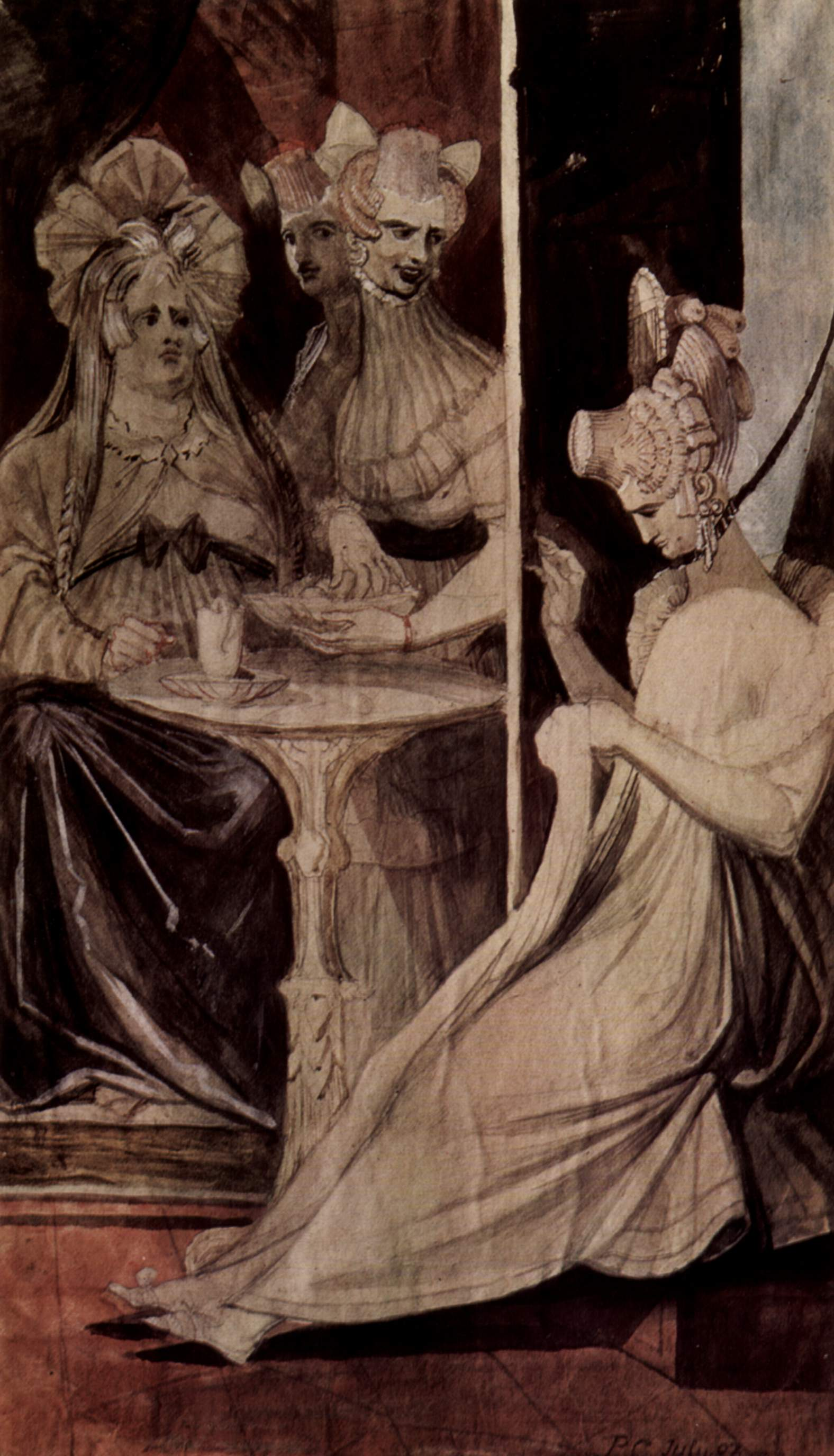
La debutante (1807) de Henry Fuseli; "La mujer, víctima de las convenciones sociales masculinas, permanece atada a la pared, obligada a coser bajo la supervisión de sus ayas. El cuadro refleja la postura sostenida por Mary Wollstonecraft en Los derechos de la mujer ".

Puede ser objeto de debate hasta qué punto Los derechos de la mujer es un texto feminista. Tal y como la definición de lo que es el feminismo varía, diferentes estudiosos en la materia han alcanzado diferentes conclusiones. La propia Wollstonecraft nunca se referiría a su obra como feminista, ya que las palabras feminista y feminismo no fueron acuñadas hasta después de 1890. De hecho, no puede hablarse de ningún movimiento feminista propiamente dicho durante la vida de la autora. En la introducción de su influyente trabajo sobre el pensamiento de Wollstonecraft, Barbara Taylor escribe:

Referirse a la [filosofía de Wollstonecraft] como feminista resulta problemático, y yo lo hago solamente tras reflexionar mucho. Por supuesto que la etiqueta es anacrónica . . . El tratamiento de las ideas de Wollstonecraft como una anticipación del argumentario feminista de los siglos XIX y XX ha supuesto la omisión o la distorsión de algunos de sus elementos definitorios. Ejemplos claros de ello . . . han sido la desatención generalizada a sus creencias religiosas y la identificación errónea de la autora como una burguesa liberal, lo que ha supuesto la sustitución de un radicalismo utópico de inspiración religiosa por un reformismo secular en el encuadre de su clase social, tan ajeno al proyecto político de Wollstonecraft como su sueño de una era celestial venidera de felicidad universal resulta hoy para nosotros. Sin embargo, ha sido incluso más importante la inserción de la autora en una facción política heroico-individualista, profundamente discordante con sus argumentos para la emancipación femenina, fruto de su propia ética. El objetivo principal que Wollstonecraft perseguía para las mujeres consistía en que alcanzaran la virtud, y era para este fin que perseguía su liberación.

En Los derechos de la mujer, Wollstonecraft no reclama la igualdad de sexos en los mismos términos que lo harían más tarde las feministas de finales del siglo XIX y ya del siglo XX. Por ejemplo, en lugar de afirmar inequívocamente que hombres y mujeres son iguales, Wollstonecraft sostiene que son iguales ante los ojos de Dios, lo que implica que ambos están sujetos a las mismas leyes morales. Consecuentemente, para Wollstonecraft serían iguales en los aspectos más importantes de la vida. Aunque esta idea pudiera parecer poco revolucionaria para el lector del siglo XXI, sus implicaciones lo eran en el siglo XVIII. Esto implicaba, por ejemplo, que tanto hombres como mujeres—y ya no solamente las mujeres—debían ser recatados y respetar la santidad del matrimonio. Este argumento ponía de manifiesto el doble estándar sexual existente a finales del siglo XVIII y reivindicaba que los hombres respetaran las mismas virtudes que se exigía a las mujeres.
Sin embargo, los argumentos de Wollstonecraft a favor de la igualdad contrastan con sus afirmaciones sobre la superioridad en vigor y coraje de los hombres. Wollstonecraft sostiene, en la conocida y ambigua cita:

Que no se concluya que pretendo invertir el orden de las cosas. Ya he asegurado que, por la constitución misma de sus cuerpos, los hombres parecen haber sido diseñados por la Providencia para alcanzar un grado mayor de virtud. Hablo refiriéndome a este sexo en general, pero no veo ningún motivo en absoluto para llegar a la conclusión de que sus virtudes debieran ser diferentes debido a su naturaleza. De hecho, ¿cómo podrían serlo, si la virtud es una constante eterna? Debo, por tanto, si razono consecuentemente, sostener tan enérgicamente que ellos han de seguir ese mismo objetivo, como sostengo que hay Dios.

Wollstonecraft, además, emplaza a los hombres, en lugar de a las mujeres, a poner en marcha los cambios sociales y políticos que sugiere en Los derechos de la mujer. Como las mujeres carecen de educación, no pueden cambiar su propia situación. Por eso los hombres deben socorrerlas. Al final del capítulo "Sobre los perniciosos efectos que producen las distinciones antinaturales establecidas por la sociedad", Wollstonecraft escribe:

Estaría, por tanto, más que satisfecha si convenciera a los hombres sensatos de la importancia de algunas de mis observaciones y  lograra persuadirlos para que sopesaran con imparcialidad su alcance general. – Apelo a su lucidez y, como su semejante, pido, en nombre de mi sexo, que se despirte algún interés en sus corazones. ¡Les ruego que ayuden a su compañera a ser independiente para que sea su mejor apoyo! Si los hombres rompieran generosamente nuestras cadenas y se sintieran satisfechos de tener compañeras racionales en lugar de obediencia ciega, encontrarían en nosotras hijas más diligentes, hermanas más afectuosas, esposas más leales, madres más justas – resumiendo, mejores ciudadanas.

La última novela de Wollstonecraft, María o Los agravios de la mujer (1798), la versión en novela de Los derechos de la mujer que quedó inacabada a la muerte de la autora, es la obra que suele considerarse como su trabajo feminista más radical.

### Sensibilidad
Una de las críticas más mordaces de Wollstonecraft en Los derechos de la mujer es la que hace en contra de la sensibilidad falsa y excesiva, concretamente contra aquella manifestada por las mujeres. Argumenta que las mujeres que sucumben a la sensibilidad son "arrolladas por cualquier efímera ráfaga de sentimiento" y debido a que están "presas de sus sentidos", no pueden pensar racionalmente. El hecho es que, según la autora, no solamente se perjudican a sí mismas sino al conjunto de la civilización, ya que estas no son las mujeres que pueden contribuir a mejorarla, sino a destruirla. No obstante, la razón y el sentimiento no son dos cosas independientes para Wollstonecraft, sino que ambas han de actuar conjuntamente. Para Wollstonecraft, así como para el importante filósofo del siglo XVIII David Hume, las pasiones subyacen a cualquier razonamiento. Este sería un tema al que volvería recurrentemente a lo largo de toda su carrera y especialmente en las novelas La novela de María (1788) y María o Los agravios de la mujer.
Como parte del argumento de que no deben ser excesivamente influenciadas por sus sentimientos, Wollstonecraft hace hincapié en que las mujeres no deben limitarse a sus cuerpos ni a sus impulsos sexuales, ni someterse a ellos. Este argumento en concreto ha llevado a muchos feministas modernos a sugerir que Wollstonecraft evita intencionadamente atribuir a las mujeres deseo sexual alguno. Cora Kaplan sostiene que "el perjudicial ataque prescriptivo a la sexualidad femenina" es un "leitmotif" de Los derechos de la mujer. Por ejemplo, Wollstonecraft aconseja a sus lectoras que "con serenidad, dejen que la pasión se apacigüe hasta dar paso a la amistad" en el matrimonio ideal basado en el compañerismo (es decir, el modelo de un matrimonio basado en el amor que se estaba desarrollando en ese momento). Según la recomendación de la autora, era mejor para "dos jóvenes virtuosos que se casan... que mantuvieran bajo control sus pasiones". De acuerdo a Wollstonecraft, "el amor y la amistad no pueden convivir en el mismo pecho". Como Mary Poovey explica, "Wollstonecraft evidencia el temor a que el deseo femenino pudiera realmente incitar las inclinaciones lascivas y degradantes del hombre, y a que la posición de subordinación impuesta a la mujer pudiera incluso ser merecida. Hasta que las mujeres no superen sus deseos y comportamientos carnales, serán las rehenes de sus cuerpos." Si no se interesan por la sexualidad, las mujeres no pueden ser dominadas por los hombres. A Wollstonecraft le preocupa que las mujeres sean consumidas por la "flaqueza romántica", es decir, que lo único que les interese sea satisfaccer sus apetitos. Al eliminar la sexualidad de la vida de la mujer, Kaplan afirma que Los derechos de la mujer "expresa un violento antagonismo contra lo sexual" mientras que al mismo tiempo "sobreestima la importancia de lo sensual en la vida diaria de las mujeres". Wollstonecraft estaba tan resuelta a borrar la sexualidad de su retrato de la mujer ideal que acabó situándola en un primer plano a base de insistir en su ausencia. Pero, tal y como Kaplan y otros han destacado, Wollstonecraft pudo verse obligada a hacer este sacrificio: "es importante recordar que la concepción de la mujer como independiente y dotada para la política [estaba] inevitablemente asociada [durante el siglo XVIII] al ejercicio incontrolado y disoluto de su sexualidad".

### Republicanismo

La Libertad guiando al pueblo de Eugène Delacroix (1833)

Claudia Johnson, una destacada especialista en Wollstonecraft, se ha referido a Los derechos de la mujer como "un manifiesto republicano". Johnson afirma que Wollstonecraft atiende a la anterior tradición de la Commonwealth del siglo XVII y trata de restablecer un ethos republicano. De acuerdo con Wollstonecraft, habría modelos claros a seguir para los ciudadanos, aunque diferentes para hombres y mujeres. Johnson, por su parte, asegura que Wollstonecraft "denuncia el fracaso de la distinción sexual como rasgo definitorio de su época, y como la lamentable consecuencia del sentimentalismo mismo. El problema que socaba la sociedad es, según su punto de vista, el hombre feminizado". Sostiene que si los hombres se sienten libres de adoptar tanto el posicionamiento masculino como el posicionamiento sentimental femenino, no queda ningún posicionamiento disponible en la sociedad para las mujeres. Por lo tanto, para Johnson, Wollstonecraft critica, tanto en Los derechos del hombre como en Los derechos de la mujer, la masculinización de la sensibilidad" presente en trabajos como Reflexiones sobre la Revolución francesa de Edmund Burke.
En Los derechos de la mujer Wollstonecraft abraza una versión del republicanismo que incluye la aspiración de que en el futuro todos los títulos nobiliarios, incluida la monarquía, sean depuestos. También sugiere escuetamente que todo hombre y mujer debería ser representado en el gobierno. Pero el grueso de su "crítica política," como Chris Jones, un experto en la autora, explica, "se expresa predominantemente en términos de moralidad". Su definición de la virtud se centra en la felicidad del individuo, más que, por ejemplo, en el bien común para el conjunto de la sociedad. Esta postura se refleja en su explicación de los derechos naturales. Dado que los derechos emanan en última instancia de Dios, Wollstonecraft mantiene que hay obligaciones, inextricablemente unidas a esos derechos, que incumben a todas y cada una de las personas. Para Wollstonecraft, al individuo se lo educa en el republicanismo y la benevolencia en el seno de la familia. Las relaciones domésticas y los lazos familiares juegan un papel fundamental en su visión de la cohesión social y el patriotismo.

### Clase
En varios sentidos, Los derechos de la mujer está impregnado de la visión burguesa del mundo, tal y como lo estaba su predecesor directo, Los derechos del hombre. Wollstonecraft dirige su texto a la clase media, a la que se refiere como el "estado más natural". También ensalza la modestia y la diligencia, virtudes que se asociaban en la época con la clase media. Desde su posición como escritora de la clase media, argumentando a favor de un ethos de clase media, Wollstonecraft ataca a los ricos con los mismos argumentos que emplea para criticar a las mujeres. Señala el "falso refinamiento, la inmoralidad y la vanidad" de los ricos, llamándolos "seres débiles y artificiales, elevados muy por encima de los deseos y necesidades básicos de su raza de un modo atropellado y antinatural que mina los cimientos mismos de la virtud y que propaga la corrupción por la masa social en su totalidad".
Sin embargo, de la crítica a la riqueza que hace Wollstonecraft no se desprende paralelamente su simpatía hacia los pobres. Para la autora, los pobres son afortunados porque el cepo de la riqueza nunca les atrapará: "¡Es motivo de alegría cuando las personas han de luchar contra las preocupaciones de la vida, porque su lucha les impide convertirse en presa de vicios debilitantes, fruto de la pura ociosidad!" Además, asegura que la caridad solamente tiene consecuencias negativas porque, tal y como lo recoge Jones, la autora "considera que sostiene la desigualdad social mientras procura una apariencia de virtud en los ricos".
En su plan educativo nacional, la autora respalda las diferencias establecidas por motivo de la clase clase social (haciendo una excepción para los inteligentes), sugiriendo que: "Después de los nueve años, los chicos y chicas destinados al empleo doméstico o a trabajos físicos, deberán pasar a otras escuelas, y recibir una formación apropiada, en la medida de lo posible, al futuro empleo de cada cual... Los jóvenes de habilidades (o fortuna) superiores pasarían entonces a formarse en otra escuela en lenguas vivas y muertas y ciencia, y continuarían estudiando en mayor profundidad historia y ciencias políticas, sin olvidarnos de la literatura refinada".

## Retórica y estilo

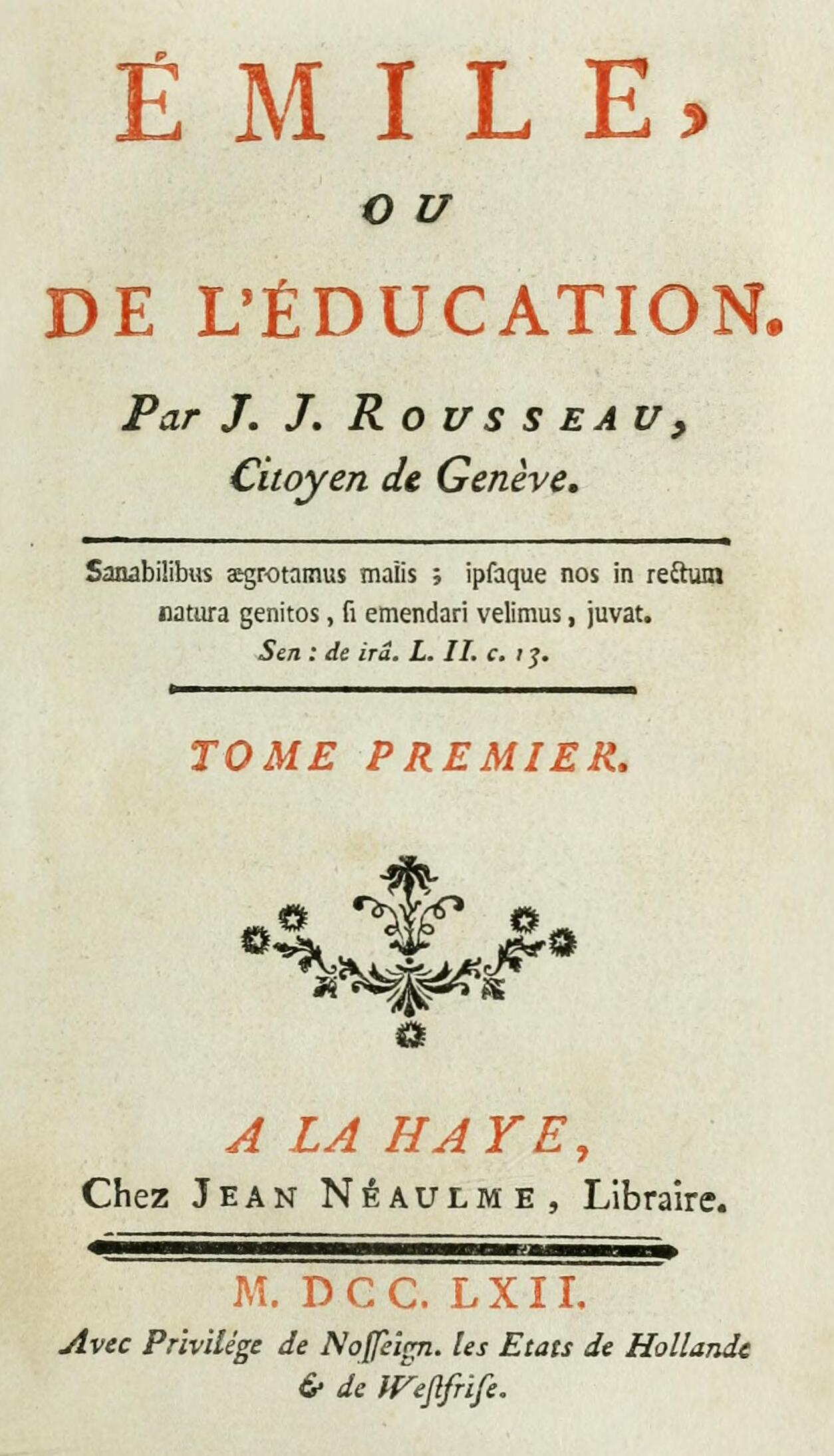
Emilio de Rousseau (1762)

En su intento por encontrar el camino entre las expectativas culturales existentes sobre las escritoras y las convenciones del discurso político y filosófico, Wollstonecraft, tal y como hace en el conjunto de su obra, crea en Los derechos de la mujer una singular mezcla de los estilos femenino y masculino. Emplea la terminología de la filosofía, refiriéndose a su trabajo como un "tratado" con "argumentos" y "principios". Sin embargo, la autora también usa un tono personal en el que aparecen las palabras "yo" y "tú", guiones y exclamaciones, y referencias autobiográficas, para crear una voz inequívocamente femenina en el texto. Los derechos de la mujer transgrede, además, su género entretejiendo elementos del manual de conducta, del ensayo breve y de la novela, géneros frecuentemente asociados con las mujeres, mientras reivindica que estos géneros pueden servir para tratar asuntos del ámbito de la filosofía como, por ejemplo, los derechos.
Aunque Wollstonecraftt critica la sensibilidad excesiva, la retórica de Los derechos de la mujer es acalorada en ocasiones y trata de provocar al lector. Muchos de los comentarios más turbadores del libro están dirigidos a Rousseau. Por ejemplo, tras citar un extenso pasaje de Emilio (1762), Wollstonecraft sucintamente afirma, "No haré comentario alguno sobre este ingenioso pasaje más allá de la observación de que esta no es sino la filosofía de la lascivia". Solamente una página después, tras criticar duramente el plan para la educación femenina propuesto por Rousseau, escribe "Debo buscar alivio componiendo una imagen diferente". La intención de estos exabruptos es la de atraer al lector hacia sus propios argumentos, con los que se da por sentado que estará de acuerdo. A pesar de que asegura escribir en un estilo sencillo para que sus ideas puedan alcanzar a la audiencia más amplia posible, en realidad la autora combina el lenguaje simple y racional propio del tratado político con el lenguaje poético y apasionado de la sensibilidad, para así demostrar que racionalidad y sensibilidad pueden fusionarse armonicamente. Wollstonecraft defiende su postura no solamente mediante argumentos razonados, sino también con una retórica entusiasta.
En su esfuerzo por describir vívidamente el estado de las mujeres en la sociedad, Wollstonecraft se sirve de varias analogías diferentes. Frecuentemente, compara a las mujeres con esclavos, porque su ignorancia y desvalimiento las coloca, según la autora, en la misma posición. Sin embargo, las equipara también a "tiranos caprichosos" que usan la astucia y el engaño para manipular a los hombres que las rodean. Llegado cierto punto, concluye que una mujer puede convertirse bien en esclava, bien en tirano, opciones que representan para la autora las dos caras de una misma moneda. Wollstonecraft también asimila a las mujeres y los soldados ya que, al igual que los militares, las mujeres son valoradas únicamente por su apariencia. Además, la "debilidad" femenina ha "corrompido al hombre", tal y como les ha sucedido a los ricos.

## Revisión

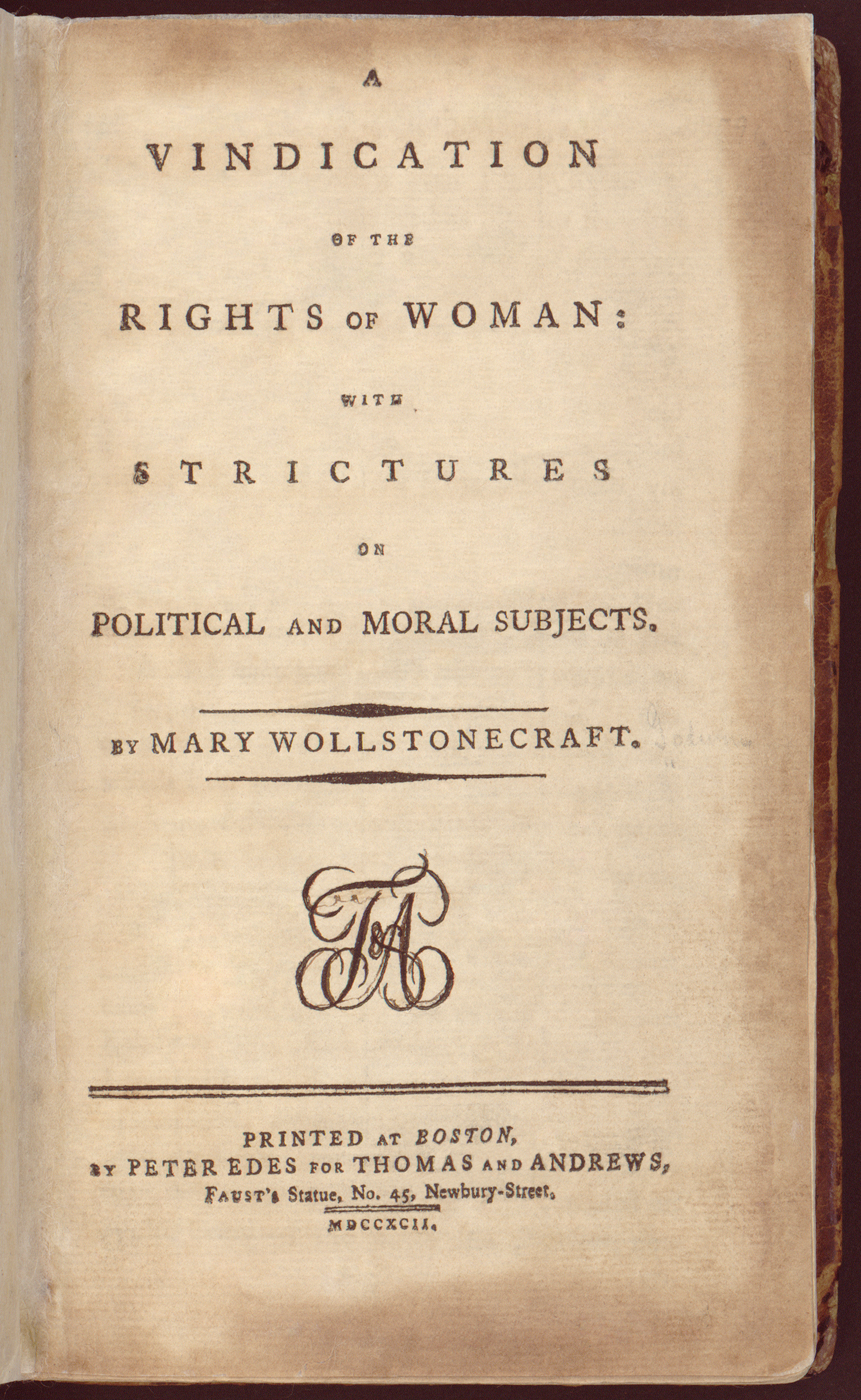
Portada de la primera edición americana de Los derechos de la mujer

Wollstonecraft se vio obligada a escribir Los derechos de la mujer apresuradamente en respuesta a Talleyrand y los eventos en curso. Una vez acabado su trabajo, escribió a su amigo William Roscoe: "me siento decepcionada conmigo misma por no haberle hecho justicia al contenido. – No vayas a creer que se trata de falsa modestia – Lo que quiero decir es que, de haberme concedido a mí misma algo más de tiempo, podría haber escrito un libro mejor en todos los sentidos . . . Tengo la intención de acabar el siguiente volumen antes de comenzar con la publicación, pues no me hace ninguna gracia que el Diablo (en inglés, "Devil" o "printer's Devil" es un modo de referirse a un aprendiz o chico de los recados de una editorial)venga a llevarse una página que aún ni siquiera he escrito." La carta no solamente deja constancia de que "Los derechos de la mujer" había ido publicándose a medida que la autora escribía, sino que también pone de relieve el carácter profesional de su escritura, en contraste con aquellos que escribían como aficionados y, por tanto, libres de obligaciones editoriales, como era el caso del propio Roscoe. Cuando Wollstonecraft revisó Los derechos de la mujer para la segunda edición, además de corregir pequeños errores ortográficos y gramaticales, también aprovechó la oportunidad para intensificar las reivindicaciones feministas de sus tesis. La autora cambió algunos de sus postulados sobre las diferencias entre el hombre y la mujer para abogar por una mayor igualdad entre sexos.
Wollstonecraft nunca llegó a escribir la segunda parte de Los derechos de la mujer, aunque William Godwin publicó en la recopilación póstuma de su trabajo sus "Hints", notas de la propia autora que estaban "concebidas principalmente para haber sido incorporadas a la segunda parte de Vindicación de los derechos de la mujer". No obstante, sí que comenzó a escribir la novela María o Los agravios de la mujer, que es considerada por la mayoría de los expertos como la secuela novelada de Los derechos de la mujer. Quedó inconclusa a su muerte y se incluyó en las Obras póstumas publicadas por Godwin.

## Recepción y legado

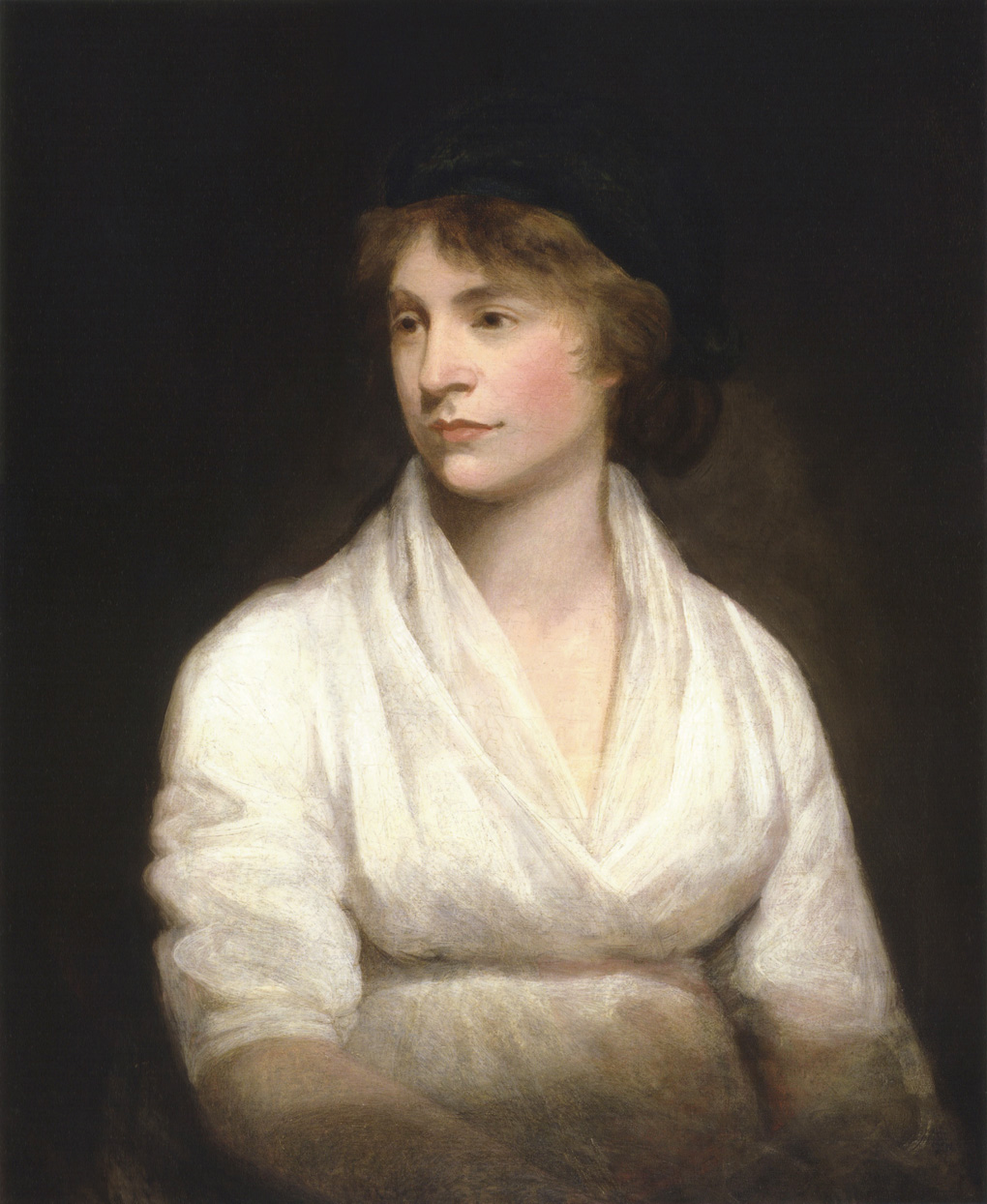
Mary Wollstonecraft por John Opie (c.1797)

Cuando se publicó por primera vez en 1792, Los derechos de la mujer obtuvo una crítica favorable por parte del Analytical Review, el General Magazine, el Literary Magazine, New York Magazine, y el Monthly Review, pese a que aún el día de hoy siga dándose por sentado, erróneamente, que recibió críticas hostiles. Ese mismo año, tuvo que publicarse una segunda edición, se imprimieron numerosas ediciones en los Estados Unidos y fue traducida al francés. Según Taylor "fue un éxito inmediato". Es más, otras escritoras como Mary Hays y Mary Robinson aludieron expresamente al texto de Wollstonecraft en sus propios trabajos. Hays citó Los derechos de la mujer en su novela Memorias de Emma Courtney (1796) y sus personajes femeninos están inspirados en la mujer ideal de Wollstonecraft. Pese a que conservadoras como Hannah More vituperaran a Wollstonecraft, sorprendentemente compartían muchos de sus valores. Tal y como expone la investigadora Anne Mellor, tanto More como Wollstonecraft deseaban una sociedad basada en "los valores cristianos de bondad y sensatez, honestidad, virtud personal, cumplimiento del deber social, frugalidad, sobriedad y trabajo duro". A principios de 1790, numerosos escritores ingleses debatían intensamente sobre la posición de la mujer en la sociedad. La respetada poeta y ensayista Anna Laetitia Barbauld y Wollstonecraft, por ejemplo, se dedicaron a lanzarse críticas cruzadas a través de sus respectivos trabajos. Barbauld respondió al trabajo de Wollstonecraft en algunos de sus poemas y esta introdujo comentarios sobre ellos en notas al pie de página en Los derechos de la mujer. La obra también fue recibida con abierta hostilidad. La intelectual ilustrada clasicista Elizabeth Carter, una de las líderes de la sociedad femenina "Blue Stockings", que promovía la educación y la cooperación, solamente mostró indiferencia ante el trabajo de Wollstonecraft. Thomas Taylor, el traductor neoplatónico que había sido el arrendador de la familia Wollstonecraft a finales de 1770, escribió rápidamente una sátira llamada A Vindication of the Rights of Brutes (traducible como  En defensa de los derechos de las bestias).
Después de la muerte de Wollstonecraft en 1797, su marido William Godwin publicó sus Memorias de la autora de Vindicación de los derechos de la mujer (1798). En ellas revelaba muchos detalles de la vida privada de la autora, ignorados por el público hasta la fecha, como su hija fuera del matrimonio, sus aventuras amorosas y sus intentos de suicidio. Aunque Godwin creía estar retratando a su mujer con amor, sinceridad y compasión, los lectores de la época se escandalizaron con el estilo de vida poco ortodoxo de Wollstonecraft, y ella quedó convertida en una bestia negra para sus coetáneos. Richard Polwhele la atacó especialmente en su extenso poema publicado anónimamente The Unsex'd Females  (Las mujeres asexuadas,1798), una suspicaz reacción a la realización literaria femenina: Hannah More es el Cristo para el Satán que es Wollstonecraft. El poema de Polwhele era "famoso" entre las respuestas que Los derechos de la mujer suscitó. Un crítico menciona el "ingenioso poema" con su "sarcasmo a golpe de hilarantes ocurrencias" contra "estas mujeres modernas nuestras," mientras que otros lo encuentran "una obra tediosa y sin vida." Las reacciones críticas se enmarcaban en gran medida en distintas facciones políticas bien delimitadas.
Las ideas de Wollstonecraft llegaron a quedar intrínsecamente ligadas a su biografía y las escritoras consideraron peligroso mencionarla en sus propios textos. Por ejemplo Hays, anteriormente una buena amiga y sincera defensora de Wollstonecraft y de Los derechos de la mujer, no la incluyó entre las Mujeres ilustres y célebres en la recopilación que publicó en 1803. Maria Edgeworth se distancia de Wollstonecraft expresamente en su novela Belinda (1802). En ella, caricaturiza a Wollstonecraft como una feminista radical a través del personaje de Harriet Freke. Sin embargo, igual que Jane Austen, no rechaza las ideas de Wollstonecraft. Tanto Edgeworth como Austen sostienen que las mujeres son cruciales para el progreso de la nación. Además, las mujeres que representan son seres racionales que deberían optar por matrimonios basados en la paridad entre los cónyuges y el mutuo entendimiento.
Las opiniones adversas hacia Wollstonecraft persistieron por más de un siglo. Los derechos de la mujer no se reeditó hasta mediados del siglo XIX y aun entonces conservaba un aura de mala reputación. George Eliot escribió "existe en algunos sectores un prejuicio infundado contra Los derechos de la mujer, como si, de alguna manera, fuera un libro censurable. Sin embargo, los lectores que lo aborden desde esa postura se sorprenderán al encontrarlo esencialmente serio, moral sobremanera y, a pesar de todo, bastante intenso". La sufragista (i.e. reformista de corte moderado, al contrario de la sufragete, más radical) Millicent Garrett Fawcett escribió una introducción para la edición conmemorativa del centenario de Los derechos de la mujer en la que dignificaba la memoria de Wollstonecraft y la erigía en precursora de la lucha por el voto femenino. Aunque Los derechos de la mujer pueda considerarse una obra pionera en la lucha feminista, la tendencia de las feministas del siglo XX ha sido buscar inspiración en la vida de Wollstonecraft, más que en sus textos. Su modo de vida poco convencional las animó a probar nuevos "experimentos de vida", como Virginia Woolf los denominó en su famoso ensayo sobre Wollstonecraft. No obstante, existen indicios para pensar que Los derechos de la mujer esté influenciando al feminismo actual. Por ejemplo, Ayaan Hirsi Ali, feminista especialmente crítica con los preceptos del Islam que afectan a la mujer, cita Los derechos de la mujer en su autobiografía, Infiel, en el que declara: "me inspiré en Mary Wollstonecraft, la pionera feminista que les dijo a las mujeres que tenían la misma capacidad para razonar que los hombres y que merecían los mismos derechos".

### Reediciones modernas
- Wollstonecraft, Mary. The Complete Works of Mary Wollstonecraft. Ed. Janet Todd and Marilyn Butler. 7 vols. London: William Pickering, 1989. ISBN 0-8147-9225-1.

- Wollstonecraft, Mary. The Vindications: The Rights of Men and The Rights of Woman. Eds. D.L. Macdonald and Kathleen Scherf. Toronto: Broadview Literary Texts, 1997. ISBN 1-55111-088-1

- Wollstonecraft, Mary. A Vindication of the Rights of Woman. Ed. Miriam Brody Kramnick. Rev. ed. Harmondsworth: Penguin, 2004. ISBN 0-14-144125-9.

- Wollstonecraft, Mary. A Vindication of the Rights of Woman. Ed. Deidre Shauna Lynch. 3rd ed. New York: W. W. Norton and Company, 2009. ISBN 0-393-92974-4.

- Wollstonecraft, Mary. A Vindication of the Rights of Men and A Vindication of the Rights of Woman. Ed. Sylvana Tomaselli. Cambridge: Cambridge University Press, 1995. ISBN 0-521-43633-8.

#### Crítica coetánea a la autora
- Analytical Review 12 (1792): 241–249; 13 (1792): 418–489.

- Christian Miscellany 1 (1792): 209–212.

- Critical Review New Series 4 (1792): 389–398; 5 (1792): 132–141.

- General Magazine and Imperial Review 6.2 (1792): 187–191.

- Literary Magazine and British Review 8 (1792); 133–139.

- Monthly Review New Series 8 (1792): 198–209.

- New Annual Register 13 (1792): 298.

- New-York Magazine 4 (1793): 77–81.

- Scots Magazine 54 (1792): 284–290.

- Sentimental and Masonic Magazine 1 (1792): 63–72.

- Town and Country Magazine 24 (1792): 279.